# Henri Monier
Pour les articles homonymes, voir Monier.
Henri Monier, né le 4 avril 1901 à Hallencourt (Somme) et mort le 3 mai 1959 à Saint-Cloud (Hauts-de-Seine), est un dessinateur français.

## Biographie

### Début de carrière dans la presse
Né dans la Somme, où son père était receveur de l'enregistrement, il le suit avec sa famille au Bois d'Oingt quand il y est muté, suit un parcours scolaire à Villefranche-sur-Saône. Toute sa vie il restera épris du Beaujolais et de ses vins. Son ami Henri Jeanson pourra écrire : « Pour moi le Beaujolais — le Beaujolais de l'année — aura toujours un goût de Monier. Un goût de vivre ! »
Il publie ses premiers dessins dans les revues Bonsoir, L'Ère nouvelle et Le Peuple. Sa date d'entrée au Canard enchaîné est contestée : 1919 ou 1923. Il collaborera avec ce titre de presse jusqu'à sa mort.
À noter que le célèbre canard emblème de l'hebdomadaire, bien que son trait évoque assez fortement le style de Monier, est en réalité dû au crayon d'Henri Guilac. Après 1944, il signe des dessins dans l'hebdomadaire Action (hebdomadaire).

### L'illustrateur de livres
Parallèlement à son activité de dessinateur de presse, Henri Monier illustre de très nombreux ouvrages, parmi lesquels (mais pas exclusivement) de nombreux livres pour enfant. Il réalise par exemple les aquarelles, ensuite reproduites au pochoir par les établissements Nervet, du roman Saint-Cendre de Maurice Maindron. Citons aussi, pour mémoire, six illustrations pour une édition de Candide et autres contes de Voltaire parue dans la collection Gründ illustrée en 1942.

### Après-guerre
Après-guerre, tout en continuant à travailler avec le Canard enchaîné (expert en contrepèteries, il reprend un temps la célèbre rubrique Sur l'Album de la Comtesse, créée par Yvan Audouard en 1951), il collabore comme auteur de récits dessinés avec les revues Franc-Tireur et Libération, pour lesquelles il développe respectivement les séries Le Bossu, Candide, Sept Ans de malheur, Le Roi des Montagnes et La Compagnie Cornibus d'une part, Madame Thérèse et La Tour de Nesle d'autre part.
Il est l'un des premiers membres de l'Académie Rabelais, fondée peu après la guerre par Henry Clos-Jouve, Marcel Grancher et le journaliste du Figaro Georges Ravon, avec l'appui de Curnonsky.  Probablement un an ou deux avant sa mort, il dessine le diplôme de l'AAAAA, à la demande du chroniqueur gastronomique Francis Amunategui, qui venait de créer cette association avec quelques amis et journalistes gourmets, dont Henry Clos-Jouve et Robert Courtine.
Il s'était composé une épitaphe : « Ci-continue de reposer Henri Monier ».

## Style graphique
Son dessin est caractérisé par un trait assez simple, rond, et cependant très précis. Les personnages sont définis en quelques contours. Ces mêmes personnages possèdent tous des « yeux blancs », sans pupille (qu'il s'agisse d'humains ou d'animaux). Les proportions des corps ne sont pas nécessairement régulières, les bras pouvant être fortement allongés, les visages grossis ou légèrement déformés pour leur donner une caractérisation. Les décors sont également très sobres.